# 7447 Marcusaurelius
7447 Marcusaurelius eller 1142 T-3 är en asteroid i huvudbältet som upptäcktes den 17 oktober 1977 av den nederländsk-amerikanske astronomen Tom Gehrels och det nederländska astronomparet Ingrid van Houten-Groeneveld och Cornelis Johannes van Houten vid Palomarobservatoriet. Den är uppkallad efter den romerske kejsaren Marcus Aurelius.
Asteroiden har en diameter på ungefär 5 kilometer.